# بوبي هام
بوبي هام (بالإنجليزية: Bobby Ham)‏ (29 مارس 1942 ببرادفورد في المملكة المتحدة - ) هو مدرب كرة قدم ولاعب كرة قدم بريطاني في مركز الهجوم. لعب مع برادفورد سيتي وبريستون نورث إيند وغريمسبي تاون ونادي روذرهام يونايتد ونادي غاينسبورو ترينيتي ونادي برادفورد بارك أفنيو.

## وصلات خارجية
- بوبي هام على موقع قاعدة بيانات كرة القدم.إي يو (الإنجليزية)